# Tina Modotti

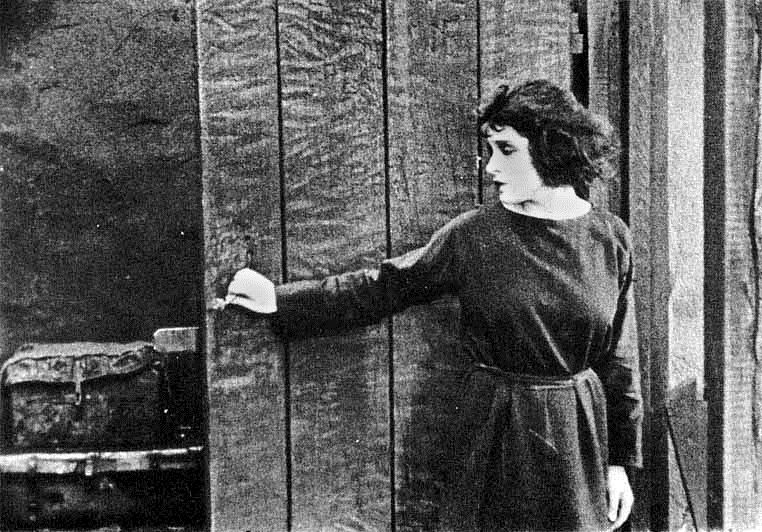
Modotti a la pel·lícula The Tiger's Coat (1920)

Assunta Adelaide Luigia Modotti, més coneguda com a Tina Modotti, (Udine, 17 d'agost del 1896 - Ciutat de Mèxic, 5 de gener del 1942) va ser una fotògrafa i revolucionària italiana.

## Primers anys
Era filla d'Assunta Mondini Zuliani i Giuseppe Saltarini Modotti, mecànic d'ofici i amb aptituds per a la enginyeria. Tenia una germana i un germà més grans, Mercedes Margherita, nascuda el 1892 i Ernesto, el 1894. Entre 1897 i 1898 la família va emigrar a Klagenfurt, Àustria, a la recerca de feina, on van néixer Valentina, Iolanda i Benvenuto, el 1899, 1901 i 1903 respectivament. L'any 1905, abans que nasqués el sisè fill, Giuseppe, la família es va tornar a traslladar a Udine. El 1906 el pare, Giuseppe, va emigrar als Estats Units, amb la intenció de fer diners i poder endur-se un dia la seva dona i fills. Aquest fet va provocar que la família passés penúries econòmiques i que Tina, amb tan sols dotze anys, hagués de posar-se a treballar en una fàbrica de seda propera.

## Vida als Estats Units
El 1913, amb 17 anys, va emigrar als Estats Units a bord del vapor Moltke per reunir-se amb el seu pare i la seva germana gran, Mercedes, a San Francisco, on va treballar a la casa de modes I. Magnin, on ja treballava la seva germana, primer com a costurera per, posteriorment, passar a ser contractada per hores com a model dels nous dissenys de la firma. A l'Exposició Universal de San Francisco del 1915, va conèixer el pintor i poeta, Roubaix de l'Abrie Richey, conegut com a Robo, amb qui es va casar posteriorment.
El 1916 va començar a fer papers en obres de teatre aficionat i al 1917 aconseguí un paper a la companyia d'òpera lleugera Città di Firenze, acabada de crear i dirigida per Alfredo Aratoli. A poc a poc va anar atraient l'atenció del public fins a convertir-se en una de les principals estrelles de la nova companyia. L'any 1918 va marxar, juntament amb el seu marit Roubaix a Los Angeles amb la intenció de treballar a Hollywood per a la indústria cinematogràfica. La resta de la seva família, excepte la seva germana Valentina, que no va poder aconseguir el passaport del seu fill, van arribar a San Francisco per reunir-se amb el seu pare i la seva germana el febrer de 1920. A Los Angeles, el matrimoni Tina - Roubaix es va introduir als cercles intel·lectuals d'esquerres més radicals en els quals es trobaven el poeta britànic John Cowper Powys o els artístes mexicans Rafael Vera de Córdova i Enrique de la Peña. Mentrestant Tina Modotti va anar aconseguint petits papers en produccions cinematogràfiques fins que, l'any 1920, aparegué com a protagonista a la pel·lícula The Tiger's Coat.
El 1920, quan la relació amb el seu marit començava a donar senyals d'esgotament, va conèixer els fotògrafs Margrethe Mather i Edward Weston, per a qui faria de model i amb qui iniciaria una relació el 1921. En aquesta època la seva carrera professional com a model publicitària va anar paral·lela a la d'actriu i va posar per a altres fotògrafs com Jane Reece, Arnold Schröder i Johan Hagemeyer. Per altra banda Tina Modotti va participar en dues pel·lícules més: Riding with Death, el 1921 i I can explain, el 1922.
Robo va marxar a Mèxic el desembre de 1921, on moriria poc després. Un mes més tard, el 14 de març moria el seu pare a San Francisco. Després d'un mes a San Francisco, Tina Modotti va tornar a Los Angeles, on es va retrobar amb Edward Weston i s'incorporà com a ajundant en la tasca fotogràfica, insatisfeta amb la feina d'actriu i model. A principis de 1923, van marxar cap a Mèxic.

## Vida a Mèxic
El 29 de juny de 1923 van embarcar, juntament amb el fill gran de Weston, Chandler, al Colima, un vaixell de càrrega, amb destinació a Maztalàn, al Pacífic Mexicà. Un cop instal·lats a Ciutat de Mèxic van organitzar una exposició de fotografies d'Edward, que els va permetre establir una íntima amistat amb Diego Rivera, a qui Tina Modotti ja havia conegut en la seva anterior estada a Mèxic, i conèixer altres artistes mexicans com Blanca Luz Brum o Frida Kahlo. En aquesta època van començar a moure's en els cercles propers al Partit Comunista Mexicà (PCM), així com en el moviment estridentista. També Modotti començava a donar mostres de la seva evolució com a fotògrafa elaborant un estil propi separat del de Weston. Durant l'any 1924 Tina va realitzar diversos retrats dels seus amics i va començar a rebre encàrrecs propis a l'estudi fotogràfic que havien muntat amb Weston. El 18 de desembre de 1924, Edward Weston marxa de Mèxic i Tina Modotti quedà a càrrec de l'estudi.
que es va entregar plenament a la seva feina a l'estudi fotogràfic. També va estrènyer relacions amb el matrimoni format pel pintor Rafael Sala i la periodista Monna Alfau, i també amb Frances Toor, Felip Teixidor, Nahui Olin, entre d'altres. El 1924, Tina es va unir a l'organització Socors Roig Internacional i també va començar a col·laborar amb traduccions d'articles de l'italià a la revista, El Machete, diari del PCM.
Cap el 1925 va començar a posar per als murals de Diego Rivera i també va ajudar a d'altres muralistes com David Alfaro Siqueiros i Xavier Guerrero. L'1 de setembre del 1925 va inaugurar una exposició amb treballs seus i d'Edward Weston al Museo Estatal de Jalisco, Guadalajara, coincidint amb el retorn, uns dies abans, de Weston, aquesta vegada acompanyat del seu segon fill, Brett. Tot i que l'exposició va ser un gran èxit de crítica, econòmicament va ser un desastre, ja que només van vendre sis copies.
El desembre de 1925, en saber que la seva mare estava malalta, va tornar a San Francisco i allà va conèixer les fotògrafes Consuelo Kanaga, Dorothea Lange i Imogen Cunningham. El 28 de febrer, un cop la seva mare va millorar, va tornar a Mèxic amb una càmera nova, una Graflex portàtil, que gràcies a la seva mida li donaria més llibertat artística que l'antiga Korona que feia servir, heretada de Weston. El seu retorn va suposar que Tina es convertís en la fotògrafa favorita dels muralistes. Simultàniament, a causa de la seva inquietud política i social, va començar a captar amb la seva càmera la realitat de Mèxic.
El maig de 1926, Weston, Anita Brenner i el rector de la Universidad Nacional, van signar un contracte per realitzar prop de dues-centes fotografies d'art popular i religiós que acompanyarien un text d'Anita Brenner en un llibre que es publicaria el 1929 amb el títol Idols Behind Altars. Va ser una feina de quatre mesos que va implicar molts desplaçaments pel país i molt de tracte amb mexicans de tota classe en circumstàncies difícils. Això va fer que Tina Modotti fes d'intèrpret, ja que el seu espanyol era molt bo, i que finalment, algunes de les fotografies publicades fossin seves. Després d'aquest viatge, Edward i Tina es van separar.
Des de finals de 1926 Modotti va col·laborar amb fotografies per a la revista més important d'art d'Amèrica Llatina, Forma, dirigida pel pintor Gabriel Fernández Ledesma. Un temps després, va començar una relació amb Diego Rivera, que va durar fins a mitjan 1927. Un cop acabada aquesta relació, en va iniciar una altra amb el muralista comunista Xavier Guerrero. A principis de 1927, Tina va començar a col·laborar com a editora auxiliar a la revista Mexican Folkways, dirigida per la seva amiga Francis Toor i, de fet, es va convertir en la principal font de material fotogràfic de la revista. També és en aquesta època que coneix Ernestine Evans, col·laboradora de la revista americana New Masses, que estava escrivint un llibre sobre l'obra de Diego Rivera, amb el títol The Frescoes of Diego Rivera, i que estaria il·lustrat amb fotografies de Modotti.

## Relació amb Mella i expulsió de Mèxic
Després de la invasió de Nicaragua pels Estats Units, va participar en la recaptació de fons per donar suport a la lluita d'Augusto C. Sandino, que portava a terme el Comité Manos Fuera de Nicaragua. També va ajudar a fundar el primer comitè antifeixista italià. L'estiu de 1927, durant les protestes en favor de Sacco i Vanzetti, va conèixer Julio Antonio Mella, dirigent estudiantil cubà exiliat, i a Vittorio Vidali, polític comunista. És a finals de 1927 que Modotti fa el pas d'afiliar-se al Partit Comunista Mexicà (PCM).
A la primavera de 1928 va començar una col·laboració fotogràfica a la revista El Machete amb Julio Antonio Mella, amb el títol de Los contrastes del régimen, i a mitjans de juny va iniciar un romanç amb ell tot i que, al no haver trencat amb Xavier Guerrero, desplaçat a Moscou per assistir a l'Escola Lenin, la seva relació en un primer moment no va tenir un gran compromís fins que Tina va ajuntar les forces per trencar, via carta, amb Guerrero. Al voltant d'aquella època Vittorio Vidali, que havia establert una oficina regional del Socors Roig, va nomenar Tina Modotti cap de la secció mexicana. També mitjançant Mella va conèixer Alejandro Gómez Arias, Germán del Campo i la companya del primer en aquella època, Frida Kahlo, amb qui va establir una gran amistat.
Cap el 1929 una sèrie de desavinences amb el Partit Comunista Mexicà i davant la notícia que Mella planejava derrocar el president cubà Gerardo Machado el clima es va enrarir fins que, el 10 de gener de 1929, Mella va ser tirotejat al carrer i va morir als braços de Tina a qui van intentar inculpar, tot i que finalment es va demostrar que l'assassí de Mella havia estat José Magriñat, un altre cubà amb qui Mella s'havia reunit la nit de l'assassinat.
A partir d'aquest moment i en part per tot el que va haver de viure als dies posteriors a la mort de Mella, Tina Modotti va multiplicar la seva militància política. Al mateix temps, a inicis de 1929, va rebre un gran reconeixement de la seva obra amb la publicació de reportatges sobre ella en revistes internacionals com la francesa Transition o la britànica Creative Art. A mitjans d'aquell any l'actitud del govern mexicà va canviar respecte al Partit Comunista, amenaçant d'expulsar els comunistes estrangers, entre els quals es trobava Tina Modotti.
El 7 de febrer de 1930, fou acusada de conspirar per assassinar Pascual Ortiz Rubio, president de Mèxic aleshores, per la qual cosa va ser expulsada del país. Quinze dies més tard va sortir en un vell vaixell de càrrega, l'Edam, amb destinació a Rotterdam, Països Baixos, des d'on creuaria cap a Berlín, Alemanya.

## Estada a Europa i la Unió Soviètica
Un cop a Berlín, va entrar en contacte amb Willi Münzenberg, director d'Ajuda Internacional dels Treballadors, l'equivalent alemany del Socors Roig. Tina Modotti va col·laborar amb el setmanari AIZ (Arbeiter Illustrierte Zeitung), una revista de fotografia on publicaven els seus treballs els artistes i intel·lectuals alemanys d'esquerres. També va conèixer la fotògrafa Lotte Jacobi, amb qui acabaria treballant al seu estudi.
A finals d'octubre de 1930 viatjà a la Unió Soviètica, on es retrobà amb el comunista italià Vittorio Vidali, a qui havia conegut a Mèxic. A la Unió Soviètica va començar a treballar a les oficines del Socors Roig i també va conèixer el director de cinema Serguei Eisenstein. En aquesta etapa va deixar de banda la fotografia, ja que resultava difícil compaginar la seva visió artística del món amb el realisme socialista impulsat per Stalin. També a Moscou va iniciar una relació amb Vidali. En missions per al Socors Roig, viatjà a diferents països, Polònia, França, Àustria, Espanya, entre d'altres.
Durant la Guerra Civil espanyola, s'allistà al Cinquè Regiment, al comandament de Vidali amb el pseudònim de Comandante Carlos Contreras i treballà a les Brigades Internacionals, amb el nom de María del Carmen Ruíz Sánchez fins a la fi de la guerra a Madrid, Albacete, València i Barcelona, entre d'altres ciutats. En aquella època conegué La Pasionaria en un hospital on Modotti estava col·laborant.

## Retorn a Mèxic i últims anys
Quan els insurrectes van guanyar la guerra, Tina i Vidali van marxar cap a París, des d'on van decidir anar cap als Estats Units i Mèxic per ajudar els exiliats. Primer va marxar Vidali i el 6 d'abril de 1939 Modotti va arribar a Nova York a bord del Queen Mary on esperava trobar-se amb ell. En comptes d'això es va trobar que qui l'esperava al port era la seva germana Iolanda però les autoritats americanes d'immigració no la van permetre desembarcar, i l'obligaren a continuar viatge cap a Veracruz, Mèxic. De Veracruz, Tina i Vittorio van traslladar-se a Ciutat de Mèxic però, tot i que el Partit Comunista havia estat legalitzat novament, es van trobar que molts dels seus antics amics o no hi eren o havien derivat cap el trosquisme, com Anita Brenner, Diego Rivera i Frida Kahlo, o no podien apropar-se a ells, ja que, al estar il·legalment al país havien de mantenir un perfil baix.
Poc després d'establir-se a la casa de Adelina Zendejas a San Ángel, als afores de Ciutat de Mèxic, Tina va aconseguir viatjar a Nova York amb el passaport d'una amiga americana i allà es va poder retrobar amb la seva germana Iolanda i el seu germà Benvenuto. Després d'això va intentar establir-se als Estats Units però va ser impossible aconseguir els papers i va tornar a Mèxic. En aquell moment la Unió Soviètica i l'Alemania nazi de Hitler van signar el pacte de no agressió, cosa que va fer que Tina Modotti es donés de baixa del Partit Comunista, ja que la seva essència política més enllà del comunisme era l'antifeixisme, tot i que, va continuar col·laborant activament tant amb el Socors Roig com en l'Aliança Antifeixista Giuseppe Garibaldi. El 1940, el president Lázaro Cárdenas anul·là la seva expulsió del país.
A la primavera de 1941 Vidali va ser detingut i incomunicat durant tres setmanes per interrogar-lo, cosa que va provocar que s'aguditzessin els problemes físics i mentals de Tina Modotti i que ja feia temps que el matrimoni era obligat; sembla que, durant la estada a Espanya Tina li va dir al general republicà Valentín Gonzalez referint-se a Vidali que "L'odio amb tota la meva ànima i l'he de seguir fins a la meva mort".
Juntament amb Edward Weston, va ser mentora del fotògraf mexicà Manuel Álvarez Bravo. L'escriptora mexicana Elena Poniatowska va escriure la seva biografia.
Morí d'un atac de cor el 5 de gener de 1942 a Ciutat de Mèxic.